# 乌迪诺路

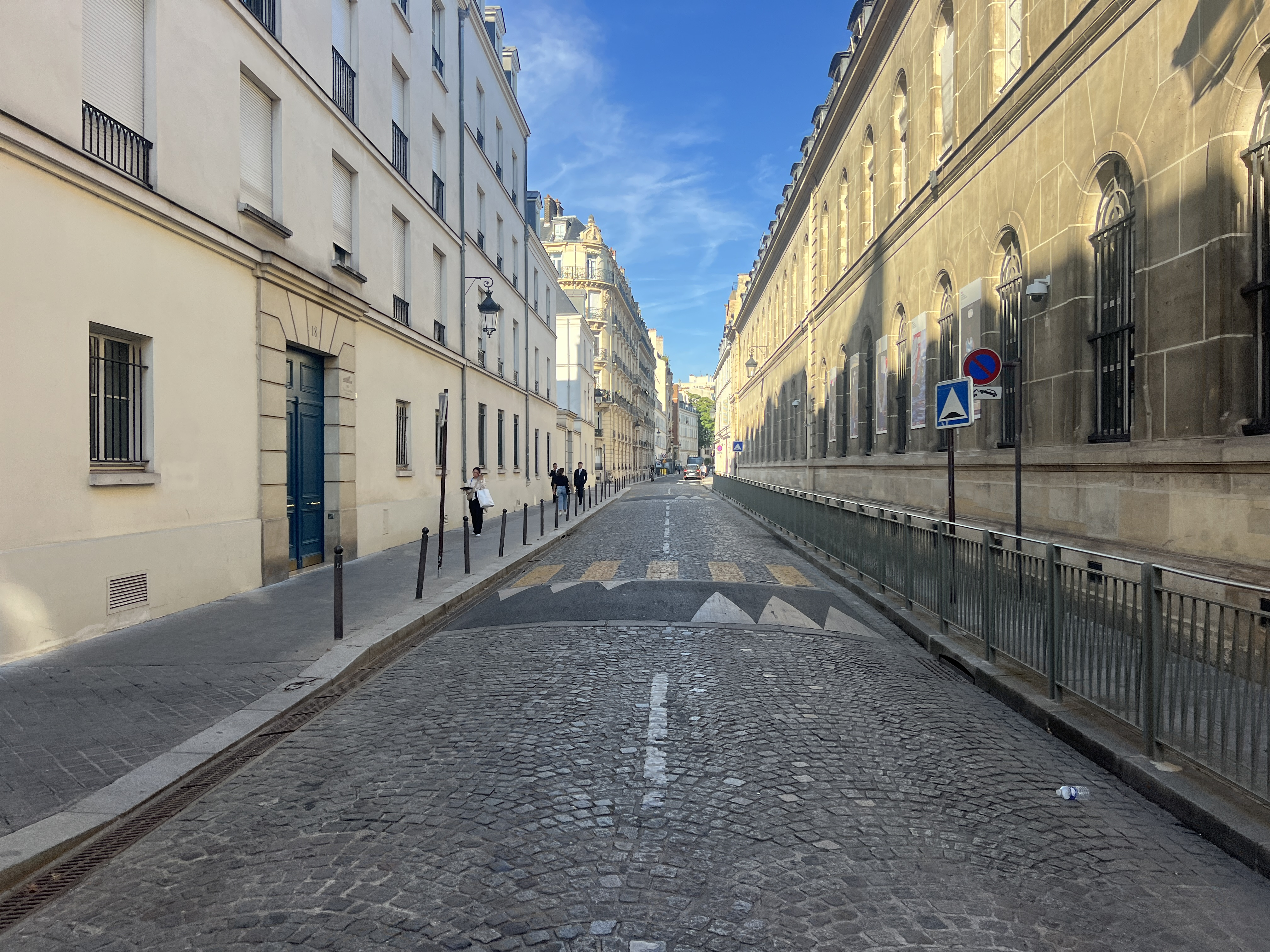
乌迪诺路 (2024年8月)

乌迪诺路（Rue Oudinot）是法国巴黎第七区的一条街道，得名于尼古拉·夏尔·乌迪诺。 这条路始于瓦诺路（Rue Vaneau）56号，止于荣军院大道（Boulevard des Invalides）47b号，长325米，宽9.75米。开辟于1720年，1851年使用现名。原法国殖民部曾位于街上。附近的地铁站是巴黎地铁10号线的瓦诺站和巴黎地铁13号线的聖方濟各沙勿略站。
在维克多·雨果的小说《悲惨世界》、欧仁·苏的小说《巴黎的秘密》和奥诺雷·德·巴尔扎克的小说《三十岁的女人》中，这条街道被称为“普吕梅路”（rue Plumet，当时的名字）。